# Сімс (Північна Кароліна)
Сімс (англ. Sims) — місто (англ. town) в США, в окрузі Вілсон штату Північна Кароліна. Населення — 275 осіб (2020).

## Географія
Сімс розташований за координатами 35°45′35″ пн. ш. 78°3′32″ зх. д. / 35.75972° пн. ш. 78.05889° зх. д. (35.759762, -78.059024).  За даними Бюро перепису населення США в 2010 році місто мало площу 0,45 км², уся площа — суходіл.

## Демографія
Згідно з переписом 2010 року, у місті мешкали 282 особи в 113 домогосподарствах у складі 85 родин. Густота населення становила 623 особи/км².  Було 117 помешкань (259/км²).
Расовий склад населення:
| - 71,3 % — білих - 16,3 % — чорних або афроамериканців - 0,4 % — вихідців з тихоокеанських островів - 0,4 % — азіатів - 8,9 % — осіб інших рас |

До двох чи більше рас належало 2,8 %. Частка іспаномовних становила 8,9 % від усіх жителів.
За віковим діапазоном населення розподілялося таким чином: 30,1 % — особи молодші 18 років, 58,6 % — особи у віці 18—64 років, 11,3 % — особи у віці 65 років та старші. Медіана віку мешканця становила 31,0 року. На 100 осіб жіночої статі у місті припадало 100,0 чоловіків;  на 100 жінок у віці від 18 років та старших — 84,1 чоловіків також старших 18 років.
Середній дохід на одне домашнє господарство  становив 55 485 доларів США (медіана — 48 750), а середній дохід на одну сім'ю — 58 656 доларів (медіана — 53 750). За межею бідності перебувало 28,2 % осіб, у тому числі 49,1 % дітей у віці до 18 років та 3,8 % осіб у віці 65 років та старших.
Цивільне працевлаштоване населення становило 137 осіб. Основні галузі зайнятості: освіта, охорона здоров'я та соціальна допомога — 27,0 %, виробництво — 15,3 %, мистецтво, розваги та відпочинок — 13,1 %.